# Segunda División de Fiyi 2017
La Segunda División de Fiyi 2017 fue la edición número 24 de la Segunda División de Fiyi. Tavua FC regresó a la Liga Nacional de Fútbol de Fiyi después de 4 temporadas venciendo a Seaqaqa FC.

## Formato
Los 12 equipos jugaron en dos grupos; uno con 7 y otro con 5; de los cuales son:7 de Viti Levu y 5 de Vanua Levu, los ganadores de las zonas avanzaron a la final de ascenso, donde el ganador ascendió a la Liga Nacional de Fútbol de Fiyi del 2018.

## Equipos participantes

### Viti Levu
- Lami FC
- Nadroga FC
- Nasinu FC
- Navua FC
- Tailevu Naitasiri FC
- Tailevu North FC
- Tavua FC

### Vanua Levu
- Bua FC
- Nadogo FC
- Savusavu FC
- Seaqaqa FC
- Taveuni FC

### Ascensos y descensos
| Pos. | Descendido de la Liga Nacional 2016 |
| ---- | ----------------------------------- |
| 8    | Nadroga FC                          |

| Pos. | Ascendido de la Segunda División 2016 |
| ---- | ------------------------------------- |
| 1    | Rakiraki FC                           |

## Clasificación

### Zona Viti Levu
| Pos. | Equipo               | PJ | PG | PE | PP | GF | GC | DG  | Pts. | Clasificado a                |
| ---- | -------------------- | -- | -- | -- | -- | -- | -- | --- | ---- | ---------------------------- |
| 1    | Tavua FC             | 12 | 7  | 3  | 2  | 19 | 10 | +9  | 24   | Avanza a play-off de Ascenso |
| 2    | Nadroga FC           | 12 | 7  | 2  | 3  | 37 | 14 | +23 | 23   |                              |
| 3    | Tailevu Naitasiri FC | 12 | 7  | 1  | 4  | 25 | 14 | +11 | 22   |                              |
| 4    | Navua FC             | 12 | 5  | 3  | 4  | 34 | 21 | +13 | 18   |                              |
| 5    | Lami FC              | 12 | 5  | 2  | 5  | 22 | 31 | -9  | 17   |                              |
| 6    | Nasinu FC            | 12 | 4  | 3  | 5  | 27 | 24 | +3  | 15   |                              |
| 7    | Tailevu North FC     | 12 | 0  | 0  | 12 | 10 | 60 | -50 | 0    |                              |

### Zona Vanua Levu
| Pos. | Equipo      | PJ | PG | PE | PP | GF | GC | DG  | Pts. | Clasificado a                |
| ---- | ----------- | -- | -- | -- | -- | -- | -- | --- | ---- | ---------------------------- |
| 1    | Seaqaqa FC  | 8  | 4  | 3  | 1  | 12 | 5  | +7  | 15   | Avanza a play-off de ascenso |
| 2    | Savusavu FC | 8  | 4  | 2  | 2  | 16 | 11 | +5  | 14   |                              |
| 3    | Bua FC      | 8  | 3  | 3  | 2  | 11 | 8  | +3  | 12   |                              |
| 4    | Nadogo FC   | 8  | 3  | 2  | 3  | 13 | 11 | +2  | 11   |                              |
| 5    | Taveuni FC  | 8  | 0  | 2  | 6  | 7  | 24 | -17 | 2    |                              |

## Play-off de ascenso
| Equipo 1 | Global | Equipo 2   | Ida | Vuelta |
| -------- | ------ | ---------- | --- | ------ |
| Tavua FC | 4-2    | Seaqaqa FC | 1-1 | 3-1    |